# Hirsutella kirchneri
Hirsutella kirchneri är en svampart som först beskrevs av O. Rostr., och fick sitt nu gällande namn av Minter, B.L. Brady & R.A. Hall 1983. Hirsutella kirchneri ingår i släktet Hirsutella och familjen Ophiocordycipitaceae.   Inga underarter finns listade i Catalogue of Life.